# Barczew
Barczew [pronunciación en polaco: /ˈbart͡ʂɛf/] es un pueblo ubicado en el distrito administrativo de Gmina Brzeźnio, dentro del Distrito de Sieradz, Voivodato de Łódź, en Polonia central. Se encuentra aproximadamente a 6 kilómetros al este de Brzeźnio, a 14 kilómetros al sur de Sieradz, y a 63 kilómetros al suroeste de la capital regional Łódź.